# Општина Шура Маре (Сибињ)
Шура Маре (рум. Şura Mare) општина је у Румунији у округу Сибињ.
Oпштина се налази на надморској висини од 458 m.